# Stadtbachstufe
Die Stadtbachstufe ist ein Kleinwasserkraftwerk in München.

## Lage
Das Kraftwerk liegt im Münchner Stadtteil Isarvorstadt an dem Großen Stadtbach, der eine Fortsetzung des Isar-Werkkanals bildet. Der Großteil des Wassers des Großen Stadtbaches treibt das direkt neben der Stadtbachstufe gelegene Isarwerk 3 an und fließt danach zurück in die Isar. Der Rest des Wassers treibt die Stadtbachstufe an und speist dann die Münchner Stadtbäche.

## Geschichte

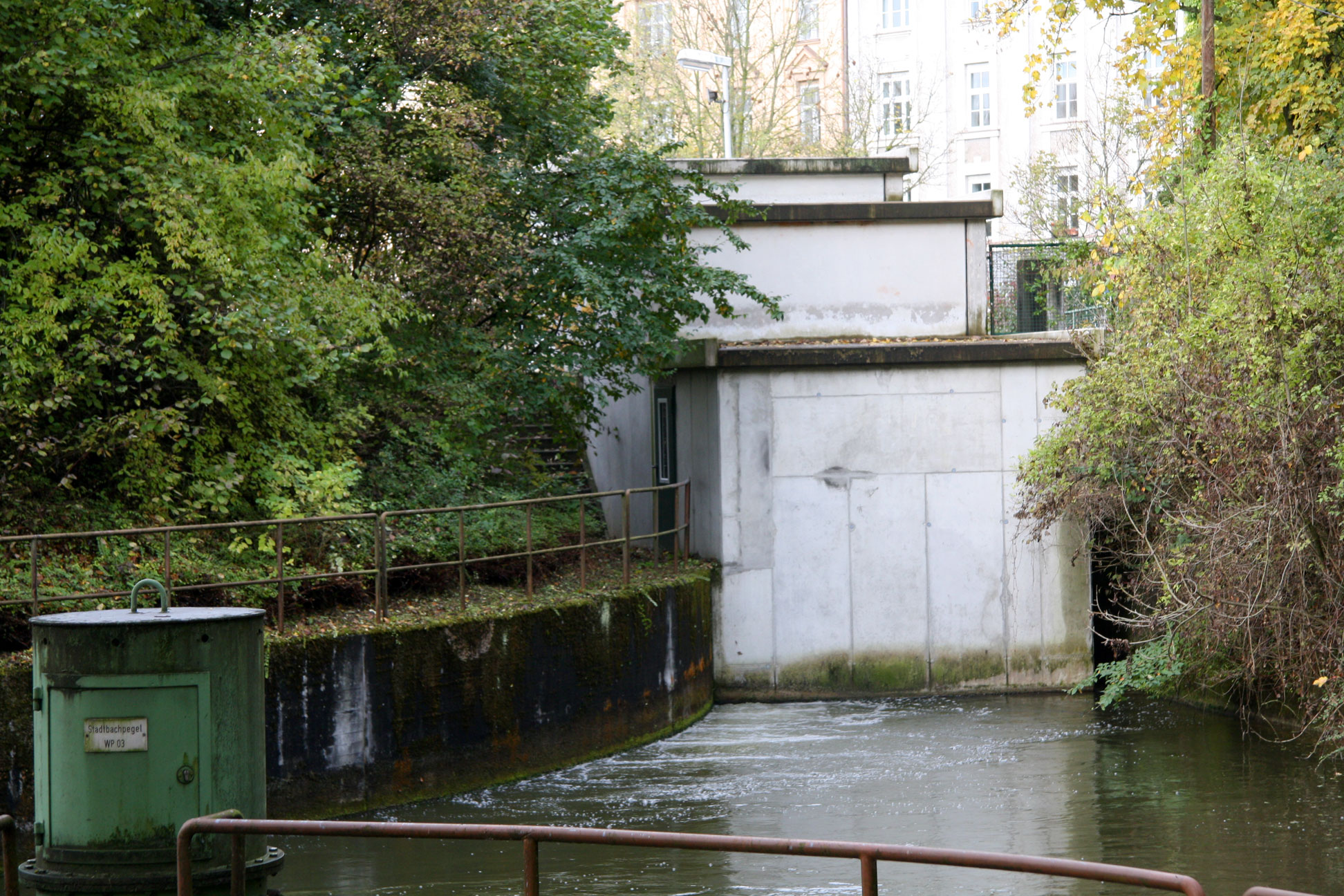
Austritt des Großen Stadtbachs aus der Stadtbachstufe

Seit dem Mittelalter fließt an dieser Stelle der Große Stadtbach, der die Münchner Stadtbäche speiste, ein System ursprünglich natürlicher, später kanalisierter und ausgebauter Seitenarme der Isar. 1921 bis 1923 wurde an dieser Stelle das Isarwerk 3 errichtet. Als die meisten Stadtbäche aufgelassen wurden, wurde ein Großteil des Wassers des großen Stadtbachs an dieser Stelle in die Isar zurückgeführt. Ein kleiner Teil wurde jedoch abgezweigt und speiste die noch verbliebenen Stadtbäche.
2006 wurde von den Stadtwerken München an dieser Stelle ein Kleinkraftwerk errichtet, die Stadtbachstufe, um auch die Energie dieser kleinen Abzweigung in elektrischen Strom umzuwandeln. Finanziert wurde dieser Bau durch Bezieher des Stromtarifs M-Natur, der knapp 2 Cent pro Kilowattstunde über dem Normaltarif liegt und dessen Erlös von den Stadtwerken für den Bau regenerativer Energieerzeugungsanlagen verwendet wird.

## Beschreibung

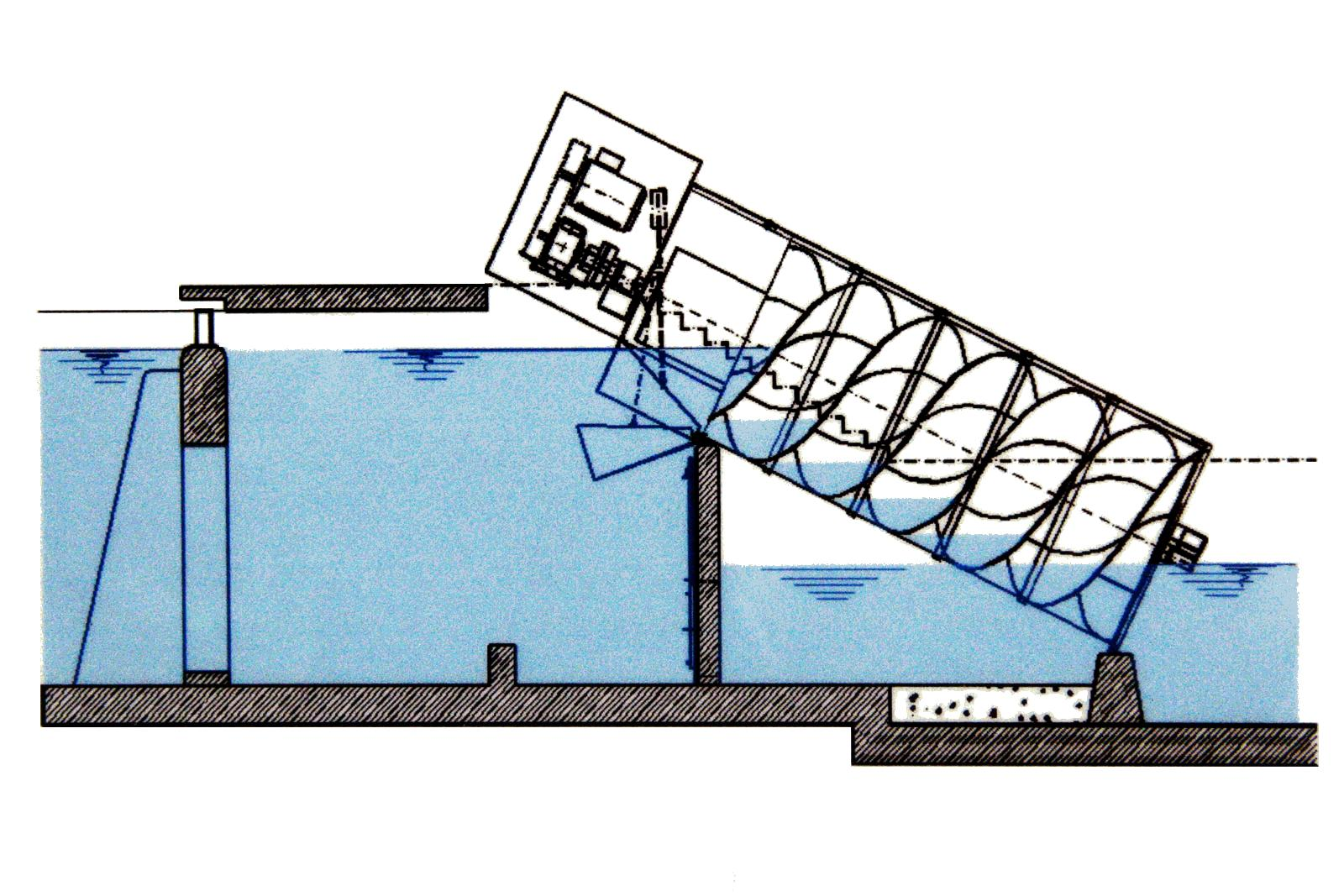
Funktionsprinzip der Stadtbachstufe

Die Stadtbachstufe ist zusammen mit dem Kleinwasserkraftwerk an der Sempt das kleinste der zwölf Wasserkraftwerke der Stadtwerke München. Sie ist eine der seltenen Anlagen, die ihre Energie mit Hilfe einer Wasserkraftschnecke gewinnen. Die darin verwendete Archimedische Schraube hat einen Durchmesser von 2,70 m und eine Länge von 7,85 m und war damit bei ihrer Inbetriebnahme 2006 die weltgrößte Wasserradschnecke mit freitragendem Stahltrog. Da das Kraftwerk in einem Wohngebiet liegt, musste die Schnecke eingehaust werden.

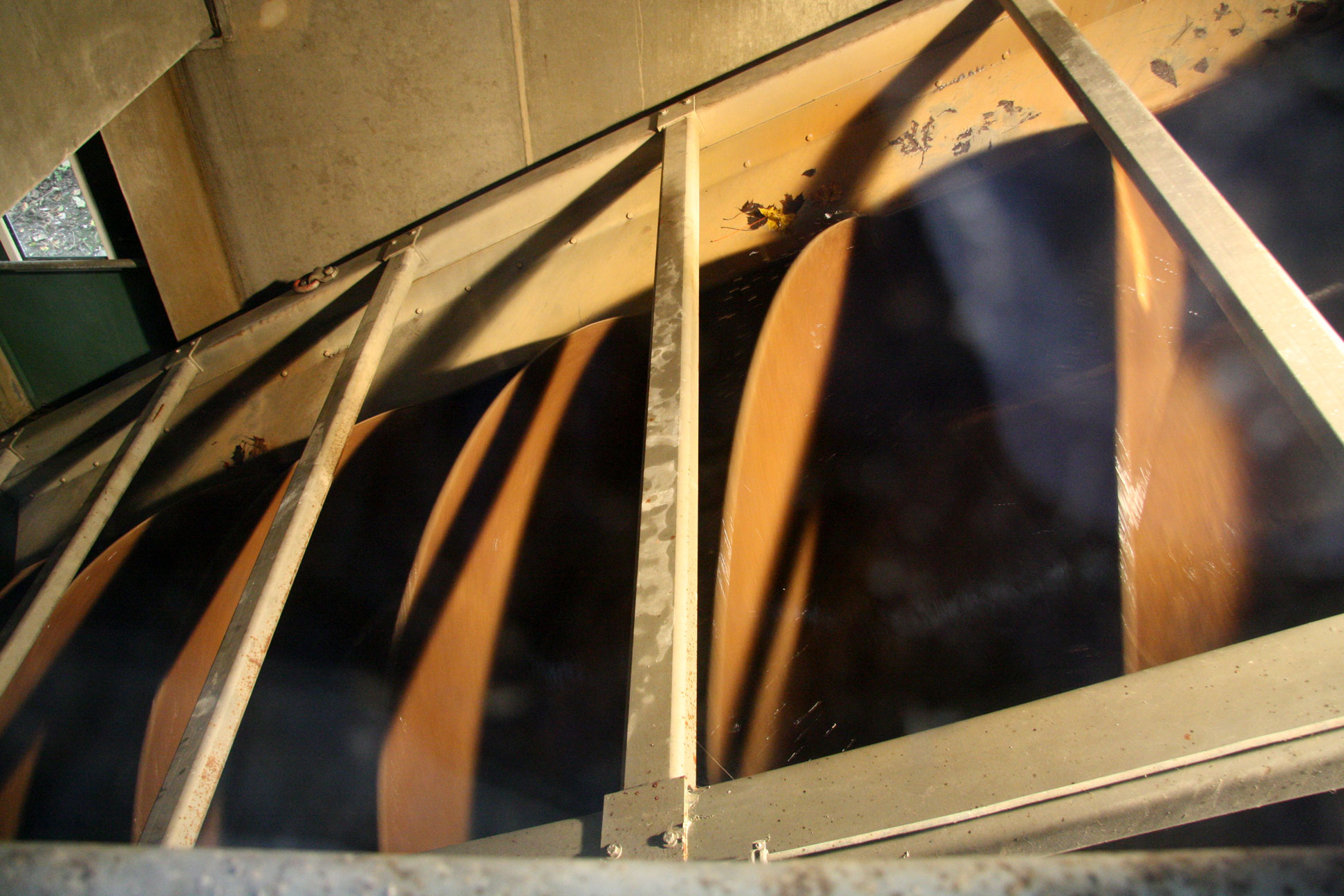
Wasserkraftschnecke der Stadtbachstufe

Die Schnecke überbrückt eine Fallhöhe des Wassers von 2,80 m und kann maximal eine Wassermenge von 2,50 m³/s  aufnehmen. Bei einer Nenndrehzahl von 28 min−1 hat sie eine Nennleistung von 50 kW. Damit erzeugt die Anlage im Mittel etwa 430.000 kWh pro Jahr.
Das Äußere des Kraftwerksgebäudes ist zugänglich, der Zugang erfolgt von der Isartalstraße aus. Durch ein Fenster kann die sich drehende Schnecke beobachtet werden, zu diesem Zweck wurde eigens eine von außen einschaltbare Innenbeleuchtung eingerichtet. Eine Informationstafel an dem Kraftwerksgebäude informiert über Entstehung und Funktionsweise des Kraftwerks.